# Sakété

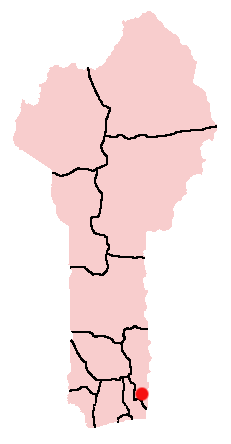
Sakétés läge i Benin.

Sakété är en stad och kommun i sydöstra Benin, och är den administrativa huvudorten för departementet Plateau. Befolkningen beräknades till 29 518 invånare år 2006, med totalt 80 057 invånare i hela kommunen på en yta av 432 km². Staden är belägen cirka 10 kilometer (fågelvägen) från gränsen till Nigeria.

## Arrondissement
Sakété är delat i sex arrondissement: Aguidi, Ita-Djèbou, Takon, Sakété I, Sakété II och Yoko.